# Daxata laosensis
Daxata laosensis är en skalbaggsart som beskrevs av Stefan von Breuning 1938. Daxata laosensis ingår i släktet Daxata och familjen långhorningar.
Artens utbredningsområde är Laos. Inga underarter finns listade i Catalogue of Life.